# 三關
三關，亦稱三國之關，是古代日本在畿內以東的各條主要驛道上設立的三個重要關所：
- 東山道：不破關（位於美濃國）
- 東海道：鈴鹿關（位於伊勢國）
- 北陸道：愛發關（位於越前國） → 9世紀初被中山道的逢坂關（位於近江國）替代

三關所在的三個律令國則被稱為三關國。三關以東的地區被稱爲關東地方，三關以西的地區被稱爲關西地方。

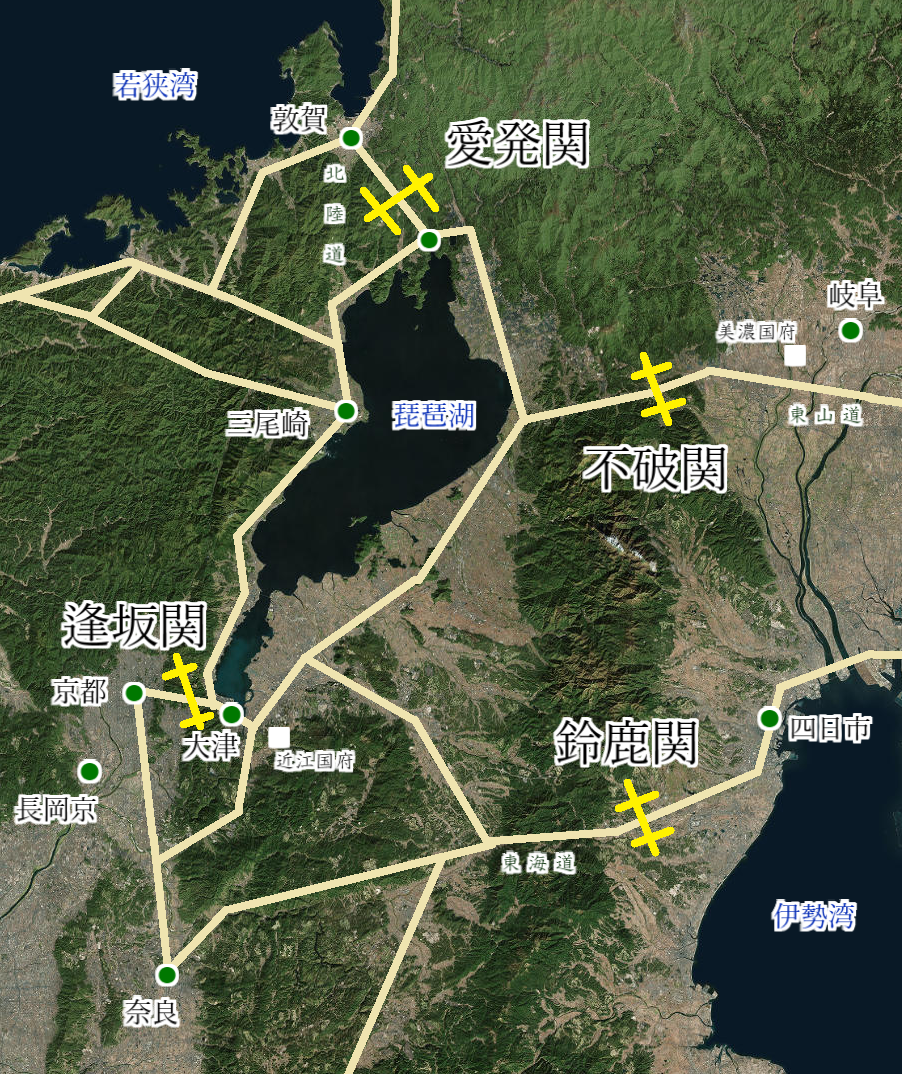
三關位置示意圖

| 地点   | 經緯度                                          |
| ------ | ----------------------------------------------- |
| 不破關 | 35°21′32″N 136°27′30″E / 35.35889°N 136.45833°E |
| 鈴鹿關 | 34°51′26″N 136°23′06″E / 34.85722°N 136.38500°E |
| 逢坂關 | 34°59′39″N 135°51′21″E / 34.99417°N 135.85583°E |

## 相似關所
- 中國東周至唐代的函谷關
- 中國明清時期的山海關